# Nuevo Museo de Santiago
El Nuevo Museo de Santiago, también conocido por su acrónimo NuMu, será un museo de arte contemporáneo chileno ubicado en el Parque Bicentenario, en la comuna de Vitacura, en Santiago, que albergará principalmente y en un comienzo, una colección de obras de arte personal de la familia Engel, una de las mayores de coleccionistas de arte del país.

## Historia

### Antecedentes
La familia Engel, originaria de inmigrantes alemanes radicados en Chile, fue fundada en el país por sus genearcas, Herbert Engel, proveniente de Hamburgo, y su esposa, Renate Goetz, proveniente de la provincia prusiana de Posen, quienes se dedicaron a la creación de empresas en el país sudamericano a partir de 1952 y comenzaron con la adquisición familiar de diferentes obras de arte. 
Uno de sus hijos, Claudio Engel, creó la Fundación Engel en 2017, orientada a la difusión y mecenazgo de proyectos culturales y artísticos, tanto a nivel nacional como internacional. Dicha organización conserva la denominada «Colección Engel», una colección de obras de arte privada producidas principalmente en Chile y América Latina, con más de 900 piezas de distintos tipos de expresiones artísticas.

### Anuncio oficial y desarrollo (2020-)
En febrero de 2020, fue anunciada formalmente la intención de crear el Nuevo Museo de Santiago, obra financiada en su totalidad por la propia familia Engel, surgiendo mediante una alianza público-privada en coordinación con la Municipalidad de Vitacura. Dicho anuncio coincidió con la obtención del premio al coleccionismo otorgado por la Fundación ARCO a Claudio Engel. Asimismo, se decidió ubicar el museo en el extremo sur del Parque Bicentenario, con el fin de intervenir lo menos posible dicho parque urbano, a un costado de una compleja ruta de autopistas urbanas ubicadas en la desaparecida rotonda Pérez Zujovic, tratando a la vez de mitigar la contaminación acústica producida por la red vial y mejorar la armonía paisajística del sector. En un comienzo, se pretendía construir una obra similar en el Parque Araucano de Las Condes llamado «Museo de Arte Moderno y Contemporáneo», sin embargo, dicha idea no prosperó.
En junio de 2020, se llamó a un concurso público para el diseño del museo en 7 mil metros cuadrados, cuyos resultados fueron anunciados el 3 de diciembre del mismo año. La propuesta ganadora fue liderada por el arquitecto chileno Cristián Fernández.
En abril de 2025, la Fundación Engel recibió el permiso final de construcción por parte de la Dirección de Obras Municipales de Vitacura. El proyecto final tendrá una superficie construida de 7.500 metros cuadrados en tres niveles, espacios para exposiciones permanentes y temporales, junto a una cafetería, un auditorio, una biblioteca, un restorán, una plaza abierta y una tienda.

## Controversias

### Oposición política (2020)
En diciembre de 2020, los candidatos a la alcaldía de Vitacura opositores al alcalde Raúl Torrealba (RN) reunieron 89 firmas y publicaron una carta al director en el periódico El Mercurio, donde manifestaban su disconformidad con la creación del museo y de todo el proceso que se realizó para llevarlo a cabo. Desde la fundación respondieron diciendo que dichos reclamos obedecen más a «intenciones políticas» que de otra cosa, debido a que cumplieron con todos los procedimientos para este tipo de procesos de índole cultural, con la suficiente transparencia política.